# Sovrimpressioni
Sovrimpessioni è una raccolta di liriche del poeta Andrea Zanzotto pubblicato da Mondadori per "Lo Specchio" I poeti del nostro secolo nel 2001.

## Struttura e titolo
Il libro si presenta diviso in tre sezioni: Verso i palù (Palù: chiamati anche Val Bone,
sono zone acquitrinose che già dal medioevo erano state "strutturate" in varie forme, specie dai cistercensi,
e trasformate in vaste scacchiere di prati circondati da acque correnti e da alberature di diverso carattere, conservate con memore animo attraverso i secoli. L'attuale espansione di insediamenti industriali o abitativi e la necessità di ampliare la rete stradale, ormai trombotica, soprattutto nel Veneto, cui si aggiunge un'agricoltura cieca e invasiva, minacciano oggi di far del tutto sparire questi veri e propri capolavori di "land art", che erano anche utili economicamente, per prati da sfalcio, acque ricche di pesci, ecc.") Canzonette ispide, Avventure metamorfiche del feudo e una nota dell'autore
"Continua in questa raccolta, la linea avviata con Meteo. Più che di lavori in corso si tratta di "lavori alla deriva", che tendono qua e là a connettersi in gruppi abbastanza omogenei. E ciò in controtendenza ma anche in coinvolgimento rispetto all'atmosfera attuale mossa da frenesia e da eccessi di ogni genere che fanno tutto gravitare verso una pletora onnivora e annichilente."

Il titolo Sovrimpressioni va letto in relazione al ritorno di ricordi e tracce scritturali e, insieme, a sensi di soffocamento, di minaccia e forse di invasività da tatuaggio. Esistono già numerosi altri nuclei contemporanei a questi, e in parte già sviluppati."
Il libro si sviluppa intorno al tema principale che è quello della distruzione del paesaggio e della trasformazione dell'ambiente. Il poeta coglie ogni cambiamento dell'epoca ed esprime la sua amarezza per il senso di degrado della sua amata terra dove, "gli antichi concerti campestri"
sono diventati ricordo ormai lontano. Il pensiero del poeta cerca comunque di sopravvivere con parole di speranza e di affetto che ripropone ancora una volta in dialetto veneto facendo rivivere i mitici personaggi del suo passato e incontrati spesso nella sua opera, come la maestra Morchet, personaggio che appare in Pasque e in Fosfeni, e l'agricoltore Nino.